# الإقامة الدائمة
الإقامة الدائمة تعني حق الأجنبي في الإقامة في دولة أو إقليم لمدة غير محدودة، بدون إمتلاك جنسية البلد.

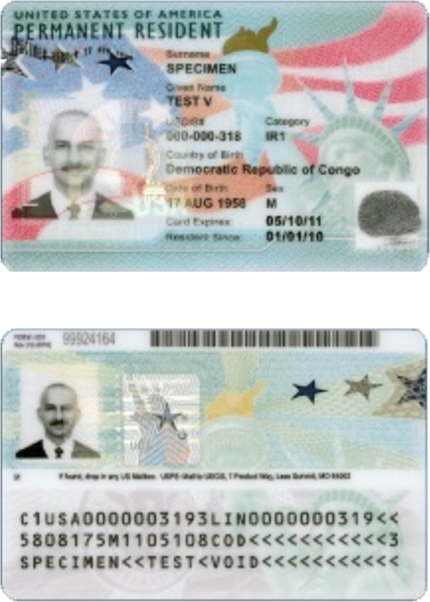
صورة لبطاقة إقامة دائمة في الولايات المتحدة والتي تسمى هناك بالبطاقة الخضراء

## قيود
لن تكون الحقوق التي يتمتع بها المقيمون الدائمون مماثلة تمامًا لحقوق مواطني الدولة، ولكنها ستقتصر إلى حد ما. في بعض الدول قد تشمل القيود الحق في التصويت ، والحق في الانتخاب ، والتوظيف في المؤسسات العامة مثل الجيش والشرطة والمكاتب الحكومية وملكية الأراضي وحيازة جوازات السفر. بالإضافة إلى ذلك، هناك دول سيتم فيها إلغاء أو إنهاء الإقامة الدائمة إذا غادر الشخص البلاد لفترة زمنية معينة.

## الدول التي لديها نظام إقامة دائمة
لا تمنح جميع البلدان تصاريح إقامة دائمة ، وتتباين تصاريح وشروط كل بلد على نطاق واسع. يحق للدول الأعضاء في الاتحاد الأوروبي منح إقامة دائمة لشخص ما ، لأن قوانين الاتحاد الأوروبي تسمح لمواطن من هذا الاتحاد بالحصول على إقامة دائمة لدولة أوروبية أخرى بعد 5 سنوات من الإقامة المؤقتة. يمنح الاتحاد الأوروبي أيضًا حق الإقامة الدائمة لمواطني الدول الثالثة المقيمين لفترة طويلة بموجب التوجيه (EC / 2003/109). كان هذا نهجًا جديدًا لجميع البلدان التي انضمت إلى القانون ، ويمكن منح هذه الحقوق عبر الحدود الوطنية. الدول الأخرى لديها تعريفات مختلفة فيما يتعلق بالإقامة الدائمة ، ويتم تنظيم علاقاتها مع الدول الأخرى بناءً على ذلك.

## واجبات المقيمين الدائمين
المقيم الدائم لديه التزامات إقامة معينة للحفاظ على وضعه. في بعض الحالات، قد تخضع الإقامة الدائمة لنوع معين من العمل فقط.